# Epoca vichinga

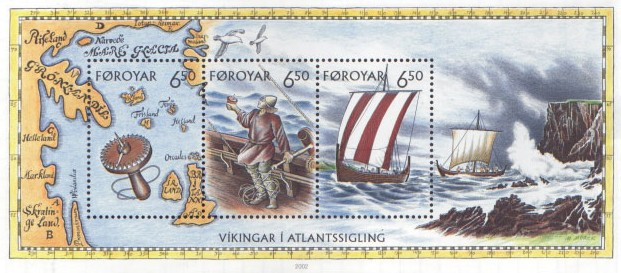
Viaggi vichinghi nel Nord Atlantico

Con Epoca o Era dei Vichinghi si intende convenzionalmente quel periodo storico caratterizzato dall'espansione di popolazioni norrene che va dai primi saccheggi documentati attorno al 790 fino alla conquista normanna dell'Inghilterra del 1066.
In questo periodo, i guerrieri vichinghi imperversarono lungo le coste dell'Europa, saccheggiando, conquistando e commerciando.
Dal punto di vista geografico, durante l'epoca vichinga le popolazioni norrene stanziate in Norvegia, Danimarca, Svezia e Germania settentrionale, si espansero nel Danelaw, in Scozia, in Irlanda, nell'Isola di Man, in Normandia, nell'Italia meridionale e Sicilia, nelle Fær Øer, in Islanda, in Groenlandia ed infine in Terranova (oggi in Canada).
Dopo aver sviluppato commerci ed insediamenti, dall'Europa giunsero alle popolazioni nordiche numerosi impulsi culturali, che causarono sostanzialmente la fine della loro epoca. Il cristianesimo cominciò a diffondersi in Scandinavia e, insieme alla crescita di un forte potere centralizzato ed al rinforzarsi delle difese nelle zone costiere dove i Vichinghi erano soliti compiere saccheggi, le spedizioni predatorie divennero sempre meno profittevoli e sempre più rischiose. Cessarono completamente nell'XI secolo, con l'ascesa di re e grandi famiglie nobili e di un sistema quasi feudale.
Il loro norreno antico e la lingua germanica settentrionale divennero le lingue madri delle lingue scandinave attuali. Nell'801, una forte autorità centrale si ipotizza che essa si sia sviluppata nello Jutland, mentre i Dani cominciavano a guardare oltre il loro territorio per la terra, il commercio e il saccheggio. In Norvegia, i terreni montuosi e i fiordi formavano forti confini naturali. Le comunità erano indipendenti l'una dall'altra, ad eccezione della situazione in Danimarca. Nell'800 in Norvegia si erano formati fino a 30 piccoli regni, unificati solo nel 872 con la battaglia di Hafrsfjord.
Il mare era il modo più semplice di comunicare tra i regni norreni e il mondo esterno. A partire dal VIII secolo, i norreni cominciarono a costruire navi da guerra e iniziarono ad inviare spedizioni per razziare le coste anglosassoni, dando così inizio all'epoca vichinga.

## Storia

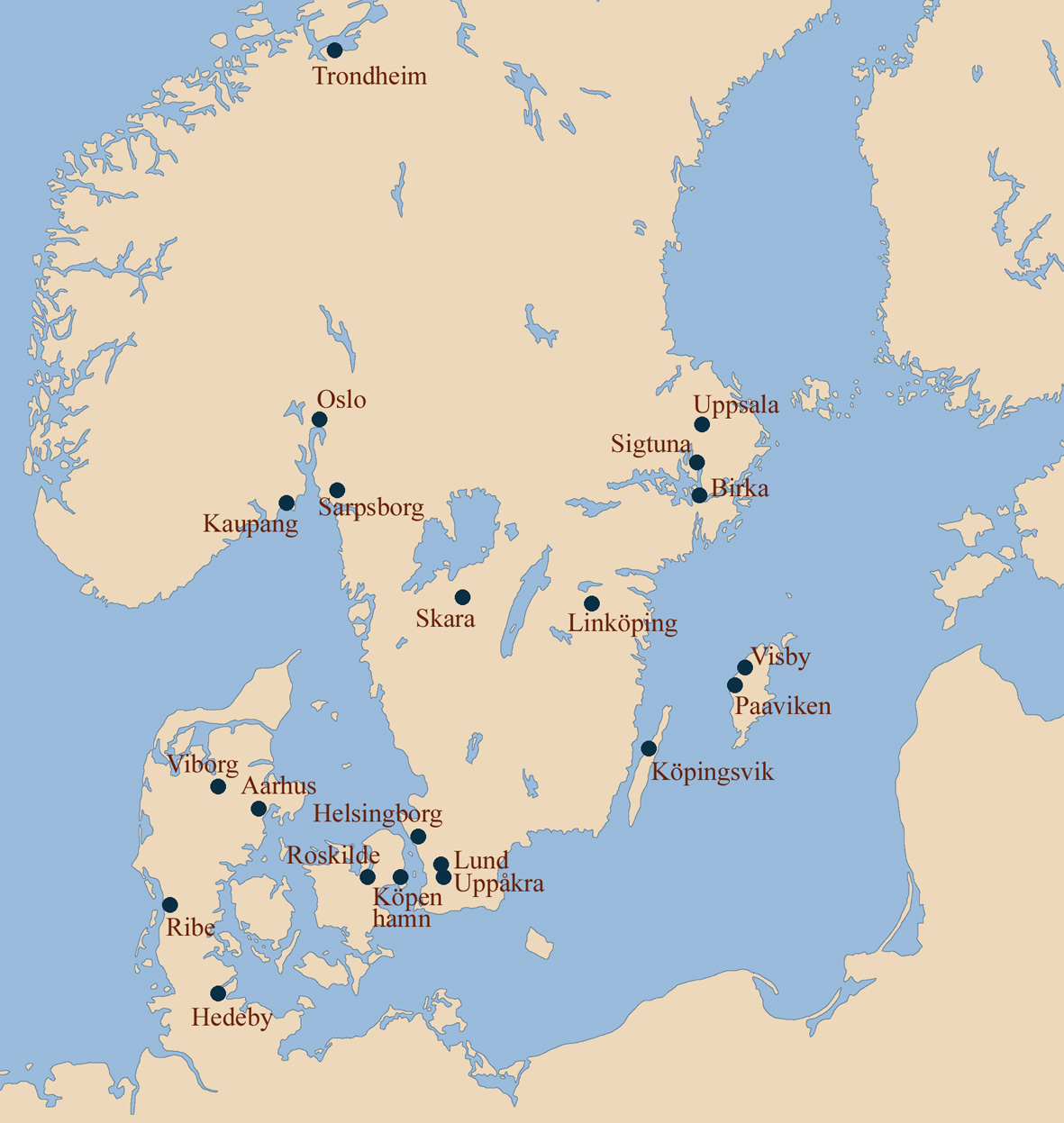
Le città norrene della Scandinavia

L'inizio dell'epoca vichinga è associabile alla data dell'8 giugno 793, quando avvenne il primo saccheggio da parte dei vichinghi in Inghilterra con la distruzione dell'abbazia di Lindisfarne, uno dei centri di apprendimento più influenti del periodo, situato su un'isola al largo della costa nord-orientale dell'Inghilterra nella contea Northumberland. Judith Jesch sostiene invece che l'inizio dell'epoca vichinga possa risalire ad un periodo compreso fra il 700 e il 750, ritiene inoltre improbabile che il saccheggio a Lindisfarne fosse stato realmente il primo attacco, visto che sono presenti delle prove archeologiche che suggeriscono già dei contatti avvenuti tra la Scandinavia e le Isole britanniche all'inizio dell'VIII secolo.

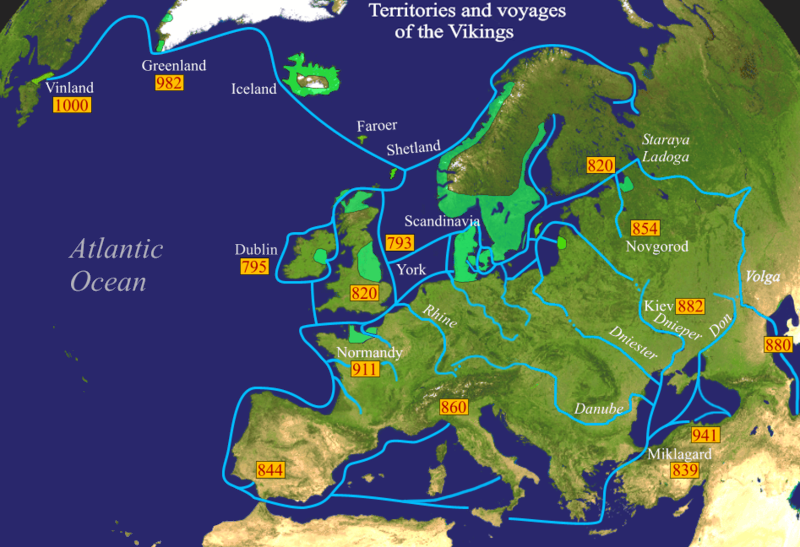
Le spedizioni vichinghe (evidenziate con le linee blu) mostrano i loro viaggi in Europa, nell'mar Mediterraneo, in Africa settentrionale, nell'Asia minore, in Artide ed America del Nord. La Bassa Normandia viene raffigurata come un territorio vichingo nel 911, anche se in realtà non faceva parte delle terre concesse dal re dei Franchi a Rollone, che si riducevano alla sola Alta Normandia.

Durante l'attacco a Lindisfarne, diversi monaci furono uccisi nell'abbazia, altri invece furono gettati in mare mentre alcuni che erano sopravvissuti furono portati via come schiavi insieme alla tesoreria della chiesa, dando luogo alla tradizionale (ma non attestata) preghiera: "A furore Normannorum libera nos, Domine" che letteralmente significa "Liberaci dalla furia degli uomini del Nord, Signore". Quattro anni prima tre navi vichinghe si arenarono nella baia di Weymouth (anche se a causa di un errore di scrittura nella Cronaca anglosassone il quale riporta questo avvenimento datato al 787 anziché al 789). L'avvenimento riporta di un gruppo di Dani che navigarono fino all'isola di Portland nella contea del Dorset. Erroneamente furono scambiati per mercanti da un funzionario reale. Egli chiese di venire al feudo del re per pagare una tassa commerciale sui beni, ma loro lo uccisero. La devastazione vichinga in Northumbria a Lindisfarne è stata riferita dallo studioso Alcuino di York, il quale scrisse: "Mai prima d'ora in Gran Bretagna apparve un tale terrore". I vichinghi furono raffigurati come esseri violenti e sanguinari dai loro nemici. Nelle cronache medievali inglesi, essi vengono descritti come "lupi tra le pecore".
(Cronaca anglosassone)
Nel 794, secondo gli Annali dell'Ulster, un attacco importante fu sferrato alla casa madre di Lindisfarne a Iona, a seguire nel 795 una serie di incursioni sulla costa settentrionale dell'Irlanda. Da lì in poi, nel 802 i vichinghi attaccarono nuovamente Iona, provocando un grande massacro tra i Culdei e bruciarono l'abbazia.
I vichinghi presero di mira l'Irlanda fino all'830, mentre l'Inghilterra e l'Impero carolingio erano in grado di contrastare le razzie vichinghe. Tuttavia, dopo l'anno 830, i vichinghi ebbero un notevole successo contro l'Inghilterra, l'Impero carolingio e altri popoli dell'Europa occidentale. I vichinghi ne approfittarono dalla disgregazione dell'Impero carolingio, così come contrapposero i regni inglesi gli uni contro gli altri.
Nel 884, un esercito di vichinghi danesi fu sconfitto nella battaglia di Norditi in Frisia dagli stessi frisoni guidati dall'arcivescovo Remberto di Brema, il quale costrinse i vichinghi a ritirarsi dalla Frisia orientale.
Il Regno dei Franchi sotto Carlo Magno fu devastato dai vichinghi, visto che potevano navigare sulla Senna senza problemi. Verso la fine del regno di Carlo Magno e in seguito alla spartizione dell'impero ai suoi figli e nipoti, ebbero inizio una serie di incursioni da parte dei popoli norreni, che culminarono nel 911 con la conquista della Neustria. Carlo III di Francia, detto anche il Semplice, istituì per il condottiero vichingo Rollone il ducato di Normandia per cercare di bloccare i saccheggi persistenti dei vichinghi. In cambio del riconoscimento dei suoi nuovi domini e del titolo il titolo di duca, Rollone dovette convertirsi al cristianesimo e impegnarsi a difendere la regione settentrionale della Francia contro le incursioni di altri gruppi vichinghi.
Dopo diverse generazioni, i discendenti di questi coloni non solo si identificarono come Normanni, ma adottarono la parlata galloromanza dell'antica Neustria, che si mescolò a tratti lessicali e sintattici della loro lingua originaria, il norreno. L'idioma derivato, la lingua normanna, può essere classificato come una delle lingue d'oïl insieme al francese, al piccardo e al vallone.
L'Alta Normandia fu il territorio dal quale partì nel 1066 la conquista dell'Inghilterra anglosassone e impose i capi dei guerrieri normanni come la nuova aristocrazia dominante dell'Inghilterra.
Le prime contestazioni alle molte immagini anti-vichinghe in Gran Bretagna emersero nel XVII secolo. Alcune opere accademiche pionieristiche sull'epoca vichinga raggiunsero un piccolo numero di lettori in Gran Bretagna. La linguistica ha tracciato le origini di alcuni idiomi e proverbi rurali dell'epoca vichinga. I nuovi dizionari della lingua norrena antica permettevano a più vittoriani di leggere le Saghe degli Islandesi.
Nel XVII secolo, alcuni celebri studiosi scandinavi come Thomas Bartholin, Ole Worm e Olaus Rudbeck furono i primi ad usare le iscrizioni runiche e le Saghe degli Islandesi come fonti storiche primarie. Alcuni storici vissuti durante l'illuminismo e il rinascimento nordico come Thormodus Torfæus, Ludvig Holberg e Olof von Dalin svilupparono un approccio più razionale e pragmatico allo studio storico.
Entro la seconda metà del XVIII secolo, mentre le Saghe degli Islandesi venivano ancora utilizzate come fonti storiche importanti, l'epoca vichinga era tornata ad essere considerata come un periodo barbarico e incivile nella storia dei paesi nordici.
Gli studiosi al di fuori della Scandinavia non iniziarono a rivalutare le imprese compiute dai vichinghi fino agli anni 1890, dandogli pieno riconoscimento alle loro abilità artistiche, tecnologiche e marinaresche.
Fino a poco tempo fa, la storia dell'epoca vichinga era basata in gran parte sulle Saghe degli Islandesi, l'opera islandese Cogad Gáedel re Gallaib, la storia dei Dani scritta da Saxo Grammaticus ed infine la storia della Rus' di Kiev narrata nella Cronaca degli anni passati. Ad oggi, la maggior parte degli studiosi ritengono che questi testi siano delle fonti da non capire letteralmente ma si basano di più su reperti archeologici concreti, ne valutano la numismatica e altre discipline e metodi scientifici in maniera diretta.

## Cause probabili dell'espansione vichinga

Mappa raffigurante l'area degli insediamenti scandinavi nell'VIII (rosso scuro), IX (rosso), X (arancio) ed XI (giallo) secolo. Il verde definisce le aree soggette a frequenti razzie vichinghe

Molte teorie sono poste riguardo alla causa delle invasioni vichinghe; la volontà di esplorare nuove terre ha ricoperto un ruolo importante. In quel periodo, l'Inghilterra, il Galles e l'Irlanda erano vulnerabili agli attacchi, essendo divisi in molti piccoli regni che si facevano la guerra gli uni contro gli altri, creando una situazione di disordine interno mentre i Franchi erano ben difesi. Un'altra possibile causa è la sovrappopolazione, specialmente nei Monti scandinavi anche se comunque tale teoria è contestata fra i vari studiosi. I progressi tecnologici come l'uso del ferro e la carenza di donne causata da un infanticidio femminile selettivo hanno avuto un loro impatto per l'espansione vichinga. Le tensioni causate dall'espansione dei Franchi nel sud della Scandinavia e i loro successivi attacchi contro i popoli vichinghi, può esser stato uno dei tanti pretesti per il saccheggio vichingo. Harald I di Norvegia il primo re delle Norvegia, fece diverse incursioni e di conseguenza si fece diversi popoli come nemici.
Ancora oggi è in corso il dibattito tra gli studiosi sul perché gli scandinavi iniziarono ad espandersi dall'VIII all'XI secolo. Sono stati evidenziati diversi fattori: demografici, economici, ideologici, politici e tecnologici.

### Modello demografico
Questo modello suggerisce che la Scandinavia riscontrò un discreto boom demografico poco prima dell'inizio dell'epoca vichinga. La capacità agricola della terra non era sufficiente per tenere il passo con l'aumento della popolazione. Di conseguenza, molti scandinavi si trovarono senza proprietà e senza status. Per porre rimedio a questa situazione, gli uomini che avevano perduto i propri averi per sopravvivere si diedero alla pirateria. Nel frattempo la popolazione continuava a crescere, i pirati guardavano sempre di più oltre ai confini del mar Baltico, ed infine in tutto il resto dell'Europa.

### Modello economico
Il modello economico afferma che l'epoca vichinga sia il risultato scaturito da un crescente urbanismo e commercio in tutta l'Europa continentale. Così come il mondo islamico stava crescendo, anche le sue rotte commerciali e la ricchezza ebbero una grande crescita che si spinse sempre più a nord. Nell'Europa occidentale, i centri proto-urbani dell'Inghilterra anglosassone, ebbero un boom economico durante l'era prospera dell'VIII secolo. Gli scandinavi, come tanti altri europei, furono attratti da questi centri urbani più ricchi, che presto divennero i bersagli frequenti delle incursioni vichinghe. La connessione degli scandinavi a reti commerciali più grandi e ricche attirarono i vichinghi nell'Europa occidentale e successivamente nel resto dell'Europa. In Inghilterra, furono ritrovati diversi tesori vichinghi come ad esempio quello di Cuerdale o della valle di York. Coloro che criticano questo modello sostengono che le prime incursioni vichinghe registrate furono in Norvegia occidentale e in Gran Bretagna settentrionale, ovvero che non erano zone fortemente integrate dal punto di vista economico. Sono presenti anche delle versioni alternative del modello economico che puntano agli incentivi economici derivati da una popolazione giovanile, così come tanti uomini giovani che furono spinti alla pirateria per via delle cattive condizioni economiche che stavano vivendo.

### Modello ideologico
Questa epoca coincide con il Periodo caldo medievale (800–1300) e si conclude con l'inizio della Piccola era glaciale (1250–1850 circa). L'inizio dell'epoca vichinga oltre a coincidere con il saccheggio di Lindisfarne, Carlo Magno diede inizio a diverse campagne militari, conosciute anche come le guerre sassoni o guerre cristiane visto la grande presenza di pagani in Sassonia. Bruno Dumézil teorizza che gli attacchi vichinghi possano essere stati in risposta alla diffusione del cristianesimo tra i popoli pagani. A causa della diffusione del cristianesimo in Scandinavia, un conflitto serio ha diviso la Norvegia per quasi un secolo.

### Modello politico
Il primo dei due componenti principali del modello politico è il fattore esterno, il quale suggerisce che gli organi politici deboli della Gran Bretagna e dell'Europa occidentale hanno spinto i razziatori vichinghi in quelle terre, in cerca di ricchezza. Le ragioni di queste debolezze variano, ma generalmente possono essere semplificate in politiche decentrate o siti religiosi. Di conseguenza, i vichinghi saccheggiarono con facilità e poi si ritiravano da queste aree che erano frequentemente razziate. Il secondo dei due fattori è quello interno, che coincide con un periodo poco prima dell'epoca vichinga in cui la Scandinavia stava subendo una centralizzazione di massa del potere nei paesi moderni della Danimarca, Svezia e Norvegia. Questa centralizzazione del potere costrinse centinaia di capi tribù ad abbandonare le proprie terre, che lentamente stavano venendo acquisite da re e dinastie che cominciarono ad emergere. Per questo motivo, molti di questi capi cercarono rifugio altrove, cominciando a saccheggiare le coste delle Isole britanniche e dell'Europa occidentale.

### Modello tecnologico
Questo modello indica che l'epoca vichinga si sia verificata come il risultato delle innovazioni tecnologiche che hanno permesso ai vichinghi di concentrarsi con le incursioni. Non c'è alcun dubbio che la pirateria esisteva nel mar Baltico ancor prima dell'epoca vichinga, ma gli sviluppi nella tecnologia velica e la pratica hanno reso possibile per i primi razziatori vichinghi di attaccare le terre più lontane. Fra di questi sviluppi ne fanno parte anche l'uso di vele più grandi, virate pratiche e 24 ore di navigazione.
Tali modelli costituiscono in gran parte ciò che è noto riguardo alle motivazioni e alle cause dell'epoca vichinga. Con ogni probabilità, l'inizio di questo periodo storico è stato il risultato di una combinazione dei modelli di cui sopra citati.
La colonizzazione vichinga delle isole nel Nord Atlantico è stata attribuita ad un periodo di clima favorevole (detto anche Medieval Climactic Optimum) visto che il tempo era relativamente stabile e prevedibile, con mari calmi. La conformazione della banchisa era molto rara, i raccolti erano molto fruttuosi e le condizioni di pesca erano buone.

## Tecnologia

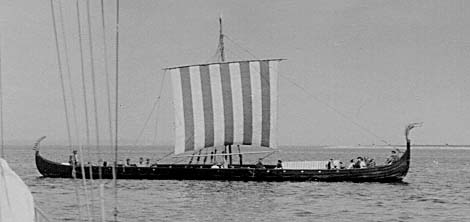
Ricostruzione in tempi moderni di una drakkar

Le navi da guerra vichinghe (dette anche drakkar) erano tecnologicamente superiori rispetto a quelle europee, nonostante ciò svilupparono un'altra tipologia di nave dedicata alle attività mercantili, ovvero la knarr. I vichinghi erano sia abili nella navigazione che nella guerra a terra o in mare, solitamente attaccavano obbiettivi poco difesi ed isolati. L'efficacia di queste tattiche militari fecero guadagnare ai vichinghi la notorietà di formidabili razziatori e pirati. La velocità massima stimata di queste navi si aggirava intorno ai 30 km/h, equivalenti a 16 nodi.
I vichinghi utilizzavano le loro navi da guerra per percorrere grandi distanze oppure per raggiungere dei vantaggi tattici in battaglia. Erano in grado di attaccare in maniera efficace attraverso gli attacchi improvvisi, si avvicinavano agli obbiettivi rapidamente, dopo aver sferrato l'attacco si ritiravano il prima possibile per evitare una controffensiva nemica. Grazie alla struttura della nave, erano in grado di navigare anche nelle acque meno profonde come ad esempio nei fiumi, permettendogli di attaccare anche la terra ferma. Le navi erano versatili e abbastanza leggere da essere trasportate a terra da un sistema fluviale all'altro. La vela permetteva alle stesse barche di affrontare il mare aperto e di esplorare le terre inesplorate dell'Atlantico settentrionale. L'utilizzo delle drakkar terminò nel momento in cui la tecnologia ebbe un grande sviluppo, le navi iniziarono ad essere costruite utilizzando le seghe al posto delle asce.
Le battaglie in mare erano rare fino a quando le navi vichinghe individuavano delle navi mercantili in acque scandinave e le prendevano d'assalto abbordandole. Quando si combatteva su larga scala, i vichinghi legavano tutte le proprie navi in modo da avanzare contro il nemico stando tutti vicini. Durante l'avanzata, i guerrieri scagliavano lance, frecce e altri tipi di proiettili contro i propri nemici. Quando le navi erano sufficientemente vicine, iniziava l'abbordaggio seguito da un combattimento corpo a corpo con asce, spade e lance. Gli equipaggi vichinghi per rimanere forti sia di numero che di fatto, dovevano agire come un'unica unità, ma questa uniformità aveva dei problemi. Una nave vichinga in linea non poteva ritirarsi o inseguire i nemici visto che doveva mantenere la formazione, altrimenti avrebbe indebolito la flotta vichinga. Generalmente, queste tattiche permisero ai vichinghi di distruggere con rapidità i propri avversari.
In contemporanea ad una centralizzazione crescente del governo nei paesi scandinavi, il leidang era un sistema di mobilitazione della flotta scandinava, dove ogni skipreide doveva mantenere una nave e un equipaggio, tale sistema fu interrotto come istituzione puramente militare e si trasformò in una tassa. Il leidang norvegese fu istituito da Haakon Haakonson nel 1263 durante la sua spedizione in Scozia nel periodo della guerra scozzese-norvegese, mentre gli ultimi movimenti registrati del leidang fu nel 1603. Tuttavia, già nell'XI e XII secolo, le navi da guerra europee venivano costruite con le piattaforme sollevate a prua e a poppa, in modo che gli arcieri potevano colpire i drakkar relativamente più bassi. Con la creazione della Lega anseatica, essa portò alla disfatta delle flotte scandinave nella maggior parte degli scontri navali successivi.
Ancora oggi rimane sconosciuto il come i vichinghi navigarono in mare aperto e riuscirono in tale impresa. Alcuni studi affermano che l'uso della Pietra del Sole lì orientò per capire meglio la posizione del Sole, tuttavia alcune riproduzioni moderne della navigazione vichinga "cielo-polarimetrica" hanno riportato che queste bussole del sole in realtà sono molto imprecise e non potevano essere utilizzate se il cielo era nuvoloso o nebbioso.
Il ritrovamento archeologico conosciuto come le lenti di Visby sull'isola di Gotland, in Svezia nel 1950 potevano esser stati dei componenti di un telescopio. Dimostrando che precedentemente all'invenzione del telescopio avvenuta nel XVII secolo, il progresso tecnologico nel Medioevo già era molto avanti di quanto si pensasse. Alcuni studi recenti suggeriscono invece che i vichinghi usarono anche una bussola ottica per aiutarsi nella navigazione e per trovare la posizione del Sole quando non era direttamente visibile.

## Centri commerciali

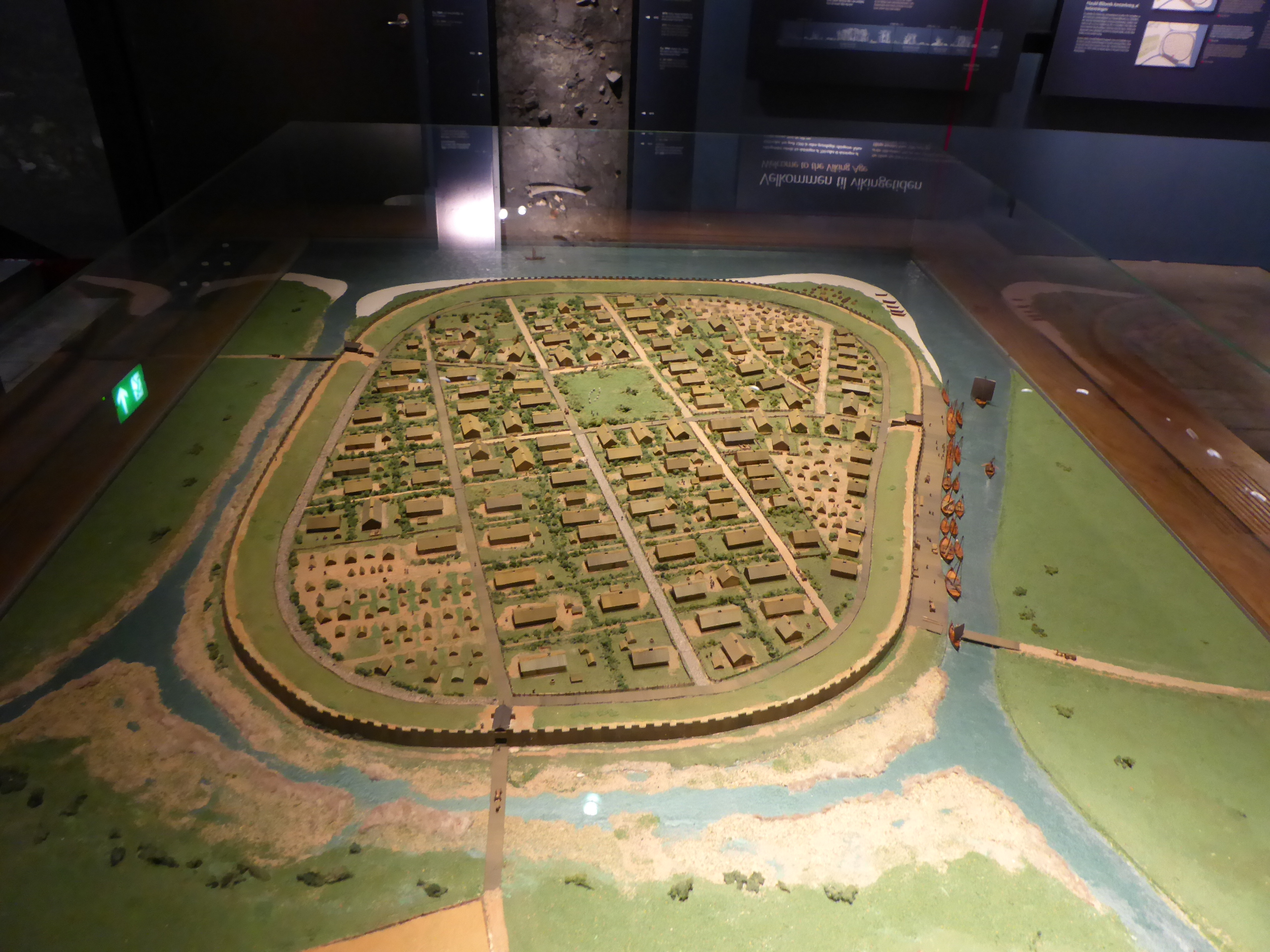
Ricostruzione in tempi moderni di Aarhus nel 950

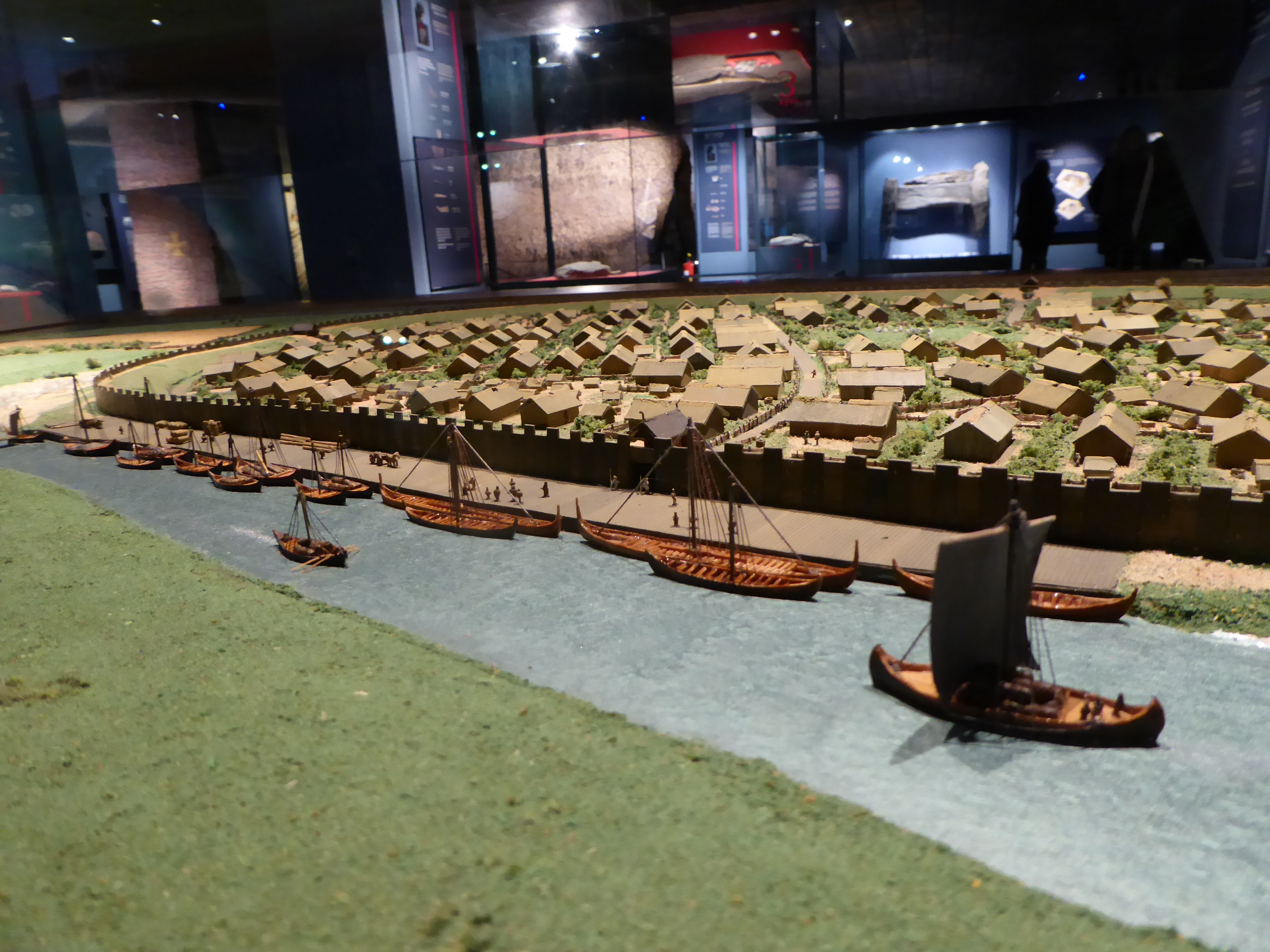
Ricostruzione di alcune navi vichinghe ormeggiate ad Aarhus

Tra la maggior parte dei centri commerciali più importanti fondati dai norreni durante l'epoca vichinga ne facevano parte: Aarhus e Ribe in Danimarca, Hedeby in Germania, Vineta in Pomerania, Truso in Polonia, Bergen, Kaupang e Skiringssal in Norvegia, Birka in Svezia, Bordeaux in Francia, York in Inghilterra, Dublino in Irlanda ed Aldeigjuborg in Russia.
Hedeby era un centro commerciale molto importante perché essendo vicino al confine con i Franchi, le due culture si incrociavano e si scambiavano le proprie conoscenze, il tutto però fu interrotto con la sua distruzione avvenuta intorno al 1050 da parte dei norvegesi a causa di una disputa interna. Nel 866, York era il punto centrale del regno di Jórvík, le sue scoperte (come ad esempio un cappello di seta, la contraffazione di una moneta di Samarcanda e una conchiglia del mar Rosso o del Golfo Persico) suggeriscono che i collegamenti commerciali scandinavi nel X secolo arrivarono oltre Bisanzio. Nonostante ciò, questi oggetti potrebbero essere stati anche delle importazioni bizantine, non c'è quindi alcun motivo di supporre che i Variaghi viaggiarono oltre Bisanzio e il mar Caspio.

## Genetica
Uno studio genetico pubblicato prima su bioRxiv il 17 luglio 2019 e poi successivamente su Nature il 16 settembre 2020, ha esaminato la genomica della popolazione vissuta durante l'epoca vichinga. Sono stati esaminati 442 umani antichi provenienti da tutta l'Europa e dal Nord Atlantico, vissuti rispettivamente in un lasso di tempo che va dall'età del bronzo fino ad arrivare all'età moderna. In termini di composizione del Y-DNA, i vichinghi erano simili agli attuali scandinavi. Gli aplogruppi Y-DNA più comuni nello studio sono stati: I-M253 (con 95 campioni), R1b (con 84 campioni) e R1a (con 61 campioni). È stato scoperto che c'era un notevole flusso di geni stranieri in Scandinavia negli anni precedenti l'epoca vichinga e anche durante il periodo stesso. Questo flusso genetico inizialmente entrò in Danimarca e nella Svezia orientale, da lì si diffuse anche nel resto della Scandinavia. L'Y-DNA dei campioni dell'epoca vichinga suggerisce che questo possa discendere in parte dalle tribù germaniche vissute durante le invasioni barbariche che stavano ritornando in Scandinavia. Lo studio ha scoperto anche che, nonostante le strette somiglianze culturali, vi erano distinte differenze genetiche tra le popolazioni scandinave nell'epoca vichinga. Queste differenze sono ancora oggi presenti. Le aree interne risultarono più omogenee dal punto di vista genetico rispetto alle zone costiere e alle isole come l'Öland e il Gotland. Queste isole erano probabilmente importanti insediamenti commerciali. Non sorprendentemente ma con molta coerenza con i documenti storici, lo studio ha trovato tracce evidenti di un grande afflusso di vichinghi danesi in Inghilterra, svedesi in Estonia e Finlandia mentre norvegesi in Irlanda, Islanda e Groenlandia durante l'epoca vichinga. I vichinghi hanno lasciato un'impronta genetica nelle zone in cui si insediarono, il quale ancora oggi è presente nella popolazione contemporanea del Regno Unito, il cui 6% del DNA è d'origine vichinga. Lo studio ha inoltre dimostrato che alcune persone locali della Scozia furono sepolti come vichinghi e possono quindi avere assunto delle identità vichinghe.
La studiosa Ashot Margaryan nel 2020, esaminò la tomba di un guerriero d'élite datato al 1010-1020 che fu sepolto a Bodzia in Polonia. Il cimitero di Bodzia è eccezionale sia dal punto di vista scandinavo che russo di Kiev. L'uomo di fatto non era un semplice guerriero ma bensì faceva parte di una famiglia reale molto ricca. La sua sepoltura è quella più di rilievo in tutto il cimitero, inoltre l'analisi dello stronzio relativo allo smalto dentale dimostra che non era del luogo. Si presume che sia venuto in Polonia insieme al principe Svjatopolk I di Kiev e che poi abbia incontrato la morte in un combattimento. Questa teoria corrisponderebbe agli avvenimenti accaduti nel 1018 quando lo stesso Svjatopolk scomparve dopo aver lasciato Kiev. Non si può escludere che l'uomo di Bodzia fosse Sviatopolk stesso, poiché la genealogia dei Rjurikidi in quel periodo era molto vaga e le date di nascita dei vari principi sono approssimative. L'uomo di Bodzia aveva un aplogruppo I1-S2077 e aveva sia antenati scandinavi che russi.
La stessa Margaryan esaminò anche i resti scheletrici di 41 individui provenienti dal sito archeologico delle navi di Salme, in Estonia. I resti scheletrici appartenevano a guerrieri che furono uccisi in battaglia e successivamente sepolti insieme a numerose armi e armature di grande valore. Il test del DNA e l'analisi isotopica hanno rivelato che gli uomini erano originari dalla Svezia centrale.
I dati genetici raccolti in queste aree confermano e sostengono già altre prove storiche e archeologiche tratte in precedenza.

## Insediamenti al di fuori della Scandinavia

### Isole britanniche

#### Inghilterra
- Danelaw
- Jórvík (York)
- Cumbria

#### Irlanda
- Arklow
- Dyflin (Dublino)
- Hlymrekr (Limerick)
- Veðrafjǫrðr (Waterford)
- Víkingr-ló (Wicklow)
- Veisafjǫrðr (Wexford)

#### Isola di Man
- Mann

#### Scozia
- Caithness
- Galloway
- Kintyre
- Norðreyjar (Orcadi e Shetland)
- Ross
- Suðreyjar (Ebridi)
- Sutherland

### Europa occidentale
- Normandia
- Sicilia

### Europa orientale
- Garðaríki (Russia)

### Europa settentrionale
- Grobiņa

### Oceano Atlantico
- Fær Øer
- Islanda
- Groenlandia

### America del Nord
- Colonizzazione vichinga dell'America
- L'Anse aux Meadows
- Vinland (Terranova)

## Influenza del norreno antico sulla lingua inglese
L'effetto linguistico a lungo termine degli insediamenti vichinghi in Inghilterra era triplice: oltre un migliaio di parole norvegesi furono integrate nella lingua inglese; numerosi luoghi nell'est e a nord-est dell'Inghilterra oggi hanno dei nomi danesi, mentre molti nomi personali inglesi sono d'origine scandinava. Alcune parole scandinave sono entrate a far parte del lessico inglese fra cui: landing, score, beck, fellow, take, busting e steersman. La maggior parte dei prestiti linguistici non apparvero nei documenti fino all'inizio del XII secolo; tra cui molte parole moderne che iniziano con -sk come ad esempio skirt, sky o skin; altre parole che appaiono in fonti scritte fra le quali again, awkward, birth, cake, dregs, fog, freckles, gasp, law, moss, neck, ransack, root, scowl, sister, seat, sly, smile, want, weak e window provengono tutte dal norreno antico che significa "wind-eye". Alcune delle parole sopra citate oggi fanno parte tra le più comuni nella lingua inglese. Il sistema dei pronomi personali è stato influenzato con l'uso di they, them e their il quale sostituirono le forme precedenti. Il norreno antico ha influenzato anche il verbo to be, la sostituzione di sindon in are è quasi certamente d'origine scandinava, così come la terza persona singolare che finisce con -s nel present simple.
Sono presenti più di 1.500 toponimi scandinavi in Inghilterra, principalmente nello Yorkshire e nel Lincolnshire (all'interno dell'ex territorio vichingo noto come il Danelaw): oltre 600 di essi finiscono per -by ovvero la parola scandinava che indicava il villaggio, come ad esempio Grimsby, Naseby e Whitby; tanti altri invece finiscono per -thorpe (fattoria), -thwaite (radura) e -toft (podere).
La distribuzione dei nomi delle famiglie che mostrano l'influenza scandinava sono ancora oggi presenti; un'analisi di vari nomi di famiglie che finiscono per -son ha rivelato che sono per lo più concentrate a nord e ad est, il quale corrispondono ad aree dell'ex territorio vichingo. I primi documenti medievali indicano che oltre il 60% dei nomi personali nello Yorkshire e nel Lincolnshire settentrionale avevano un'influenza scandinava.